# Les Horaces et les Curiaces (film, 1961)
Pour les articles homonymes, voir Les Horaces et les Curiaces.
Pour plus de détails, voir Fiche technique et Distribution.
Les Horaces et les Curiaces (Orazi e Curiazi) est un péplum italien réalisé par Ferdinando Baldi et Terence Young et sorti en 1961.

## Synopsis
La légende romaine du Combat des Horaces et des Curiaces raconte que deux groupes de frères triplés, les Horaces de Rome et les Curiaces d’Alba Longa, sont se battus à mort afin de déterminer l’issue d’une guerre entre leurs deux peuples. Tombé dans une embuscade, le noble romain Horace est fait prisonnier par les Étrusques. Avec l’aide de Scilla, une prisonnière égyptienne, il réussit à fuir après avoir été contraint de combattre dans l'arène contre des loups affamés.

## Fiche technique
- Titre original : Orazi e Curiazi
- Mise en scène : Ferdinando Baldi et Terence Young
- Sujet de : Luciano Vincenzoni
- Scénario :Ennio De Concini, Carlo Lizzani et Giuliano Montaldo
- Images : Amerigo Gengarelli Totalscope, Eastmancolor
- Durée : 86 min
- Assistant réalisateur : Andrea Volpe
- Musique : Angelo Francesco Lavagnino
- Dirigée par Pier Ludovico Urbini
- Pays d’origine :  Italie, Lux Films, Tiberia Films
- Montage : Renzo Lucidi
- Sortie : en  Italie, 19 octobre 1961 / en  France le 22 juillet 1964
- Distributeur en France : Lux Film
- Genre : Péplum
- Dialogues Français et Directeur Artistique : Josette France
- Direction technique : Dimitry
- Son : Louis Kieffer
- Affiche : Jean Mascii (France)

## Distribution
- Alan Ladd (VF :  Roland Menard) : Horace
- Franca Bettoja (VF : Joëlle Janin) : Marcia
- Jacques Sernas (VF : Lui-même) : Marcus
- Luciano Marin (VF : Claude D'Yd) : Elius, frère d’Horace
- Franco Fabrizi (VF : Jean Lagache) : Curiace
- Jacqueline Derval (VF : Claire Guibert) : Horatia
- Andrea Aureli (VF : Yves Furet) : Metius Fufetius
- Robert Keith (VF : Lucien Bryonne) : Tullus Hostilius
- Mino Doro (VF :  Pierre Leproux) : Caius
- Violette Marceau (VF : Marcelle Lajeunesse) : La petite fille du berger
- Osvaldo Ruggieri (VF :  Jacques Thebault) : Cluilio, frère de Curiace
- Alfredo Varelli (VF :  Michel Gudin) :	Sabinus
- Piero Palermini : Nevius, frère de Curiace
- Umberto Raho : Le grand prêtre de Rome
- Alana Ladd : Scilla, l’esclave des étrusques
- Roger Tréville : narrateur
- Franca Pasut : une esclave